# Віктор Бальцарек
Віктор Бальцарек (пол. Wiktor Balcarek; 29 грудня 1915, Свентохловиці — 30 серпня 1998, Битом) – польський шахіст.

## Шахова кар'єра
Протягом 1949—1957 шість разів виходив до фінальних частин чемпіонату Польщі, а 1950 року в Бельсько-Бяла здобув титул чемпіона країни. Був представником Польщі на шаховій олімпіаді в Москві (1956), на другій резервній шахівниці здобув 1½ пунктів у 7 партіях.
У складі шахового клубу «Старт» (Катовиці) здобув 12 медалей у командних чемпіонатах Польщі з шахів: золото у 1958, тричі срібні нагороди (1957, 1959, 1973) та вісім бронзових (1946, 1955, 1956, 1960, 1963, 1965, 1968, 1970).
За даними chessmetrics, найвищої позиції в рейтингах досяг у вересні 1956, коли був 174-м серед шахістів світу з 2492 пунктами.